# Historia grecka (utwór)
Historia grecka (gr. Ελληνικά, 'Ellïnika, ang. Hellenica) – dzieło historyczne napisane przez Ksenofonta będące w zamierzeniu autora kontynuacją dzieła Tukidydesa pt. Wojna peloponeska.
Księgi I i II stanowią kontynuację niedokończonej Wojny peloponeskiej, opisują lata 411–362 p.n.e. W tej części utrzymany jest układ podobnie jak u Tukidydesa według lat wojny. W dalszych księgach wydarzenia opisywane są nie chronologicznie, ale zamkniętymi ciągami, tak by przedstawić całość wydarzeń na danym terenie lub przebieg danego konfliktu.
Słabość dzieła Ksenofonta to przede wszystkim brak krytycyzmu do relacji osób trzecich, zła selekcja faktów, która prowadzi do omijania wydarzeń istotnych na rzecz wydarzeń marginalnych. Jako sympatyk Sparty przedstawiał jej politykę stronniczo. Pozytywnie natomiast należy ocenić jego opisy bitew oraz charakterystyki postaci.